# Geodia nodastrella
Geodia nodastrella är en svampdjursart som beskrevs av Carter 1876. Geodia nodastrella ingår i släktet Geodia och familjen Geodiidae. Inga underarter finns listade i Catalogue of Life.